# Elise Malmberg
Elise Malmberg (ur. 13 lipca 1995) – szwedzka lekkoatletka specjalizująca się w biegach sprinterskich i płotkarskich.
Na początku kariery uprawiała wieloboje lekkoatletyczne – w 2011 zajęła 5. miejsce w siedmioboju podczas mistrzostw świata juniorów młodszych w Lille Metropole.
W 2013 zajęła 6. miejsce w finale konkursu skoku w dal na juniorskich mistrzostwach Europy w Rieti, a rok później, startując na mistrzostwach świata juniorów, uplasowała się na ósmej pozycji. Odpadła w eliminacjach biegu na 400 metrów podczas halowych mistrzostw Europy (2015). W tym samym roku została młodzieżową mistrzynią Starego Kontynentu na dystansie 400 metrów przez płotki oraz osiągnęła półfinał mistrzostw świata w Pekinie.
Złota medalistka mistrzostw Szwecji (także w skoku w dal) oraz reprezentantka kraju na drużynowych mistrzostwach Europy i w meczach międzypaństwowych.
Rekord życiowy w biegu na 400 metrów przez płotki: 55,88 (12 lipca 2015, Tallinn).

## Osiągnięcia
| Rok  | Impreza                                 | Miejsce         | Konkurencja                | Lokata            | Wynik     |
| ---- | --------------------------------------- | --------------- | -------------------------- | ----------------- | --------- |
| 2011 | Mistrzostwa świata juniorów młodszych   | Lille Metropole | siedmiobój                 | 5. miejsce        | 5335 pkt. |
| 2012 | Mistrzostwa świata juniorów             | Barcelona       | skok w dal                 | el. – 15. miejsce | 6,15      |
| 2013 | Mistrzostwa Europy juniorów             | Rieti           | bieg na 100 m przez płotki | półfinał          | 13,88     |
| 2013 | Mistrzostwa Europy juniorów             | Rieti           | skok w dal                 | 6. miejsce        | 6,15      |
| 2014 | Mistrzostwa świata juniorów             | Eugene          | bieg na 100 m przez płotki | eliminacje        | 14,19     |
| 2014 | Mistrzostwa świata juniorów             | Eugene          | skok w dal                 | 8. miejsce        | 5,95      |
| 2015 | Halowe mistrzostwa Europy               | Praga           | bieg na 400 metrów         | eliminacje        | 53,81     |
| 2015 | Superliga drużynowych mistrzostw Europy | Czeboksary      | bieg na 400 m przez płotki | 5. miejsce        | 56,06     |
| 2015 | Młodzieżowe mistrzostwa Europy          | Tallinn         | bieg na 400 m przez płotki | 1. miejsce        | 55,88     |
| 2015 | Mistrzostwa świata                      | Pekin           | bieg na 400 m przez płotki | półfinał          | 56,58     |